# Vaxmossa
Vaxmossa (Douinia ovata) är Bohusläns landskapsmossa. Vaxmossa är en liten levermossa med tvåflikade vikta blad. Vaxmossa är i Sverige främst knuten till västkusten och kan betecknas som en oceanisk art. I Bohuslän växer den ofta på norrvända lodytor av sura bergarter. Det svenska namnet har den fått av att den har en blågrön vaxliknande yta.